# August Mommsen
August Mommsen (ur. 25 lipca 1821, Oldesloe, zm. 18 czerwca 1913, Hamburg) – niemiecki filolog klasyczny, nauczyciel gimnazjalny (Domschule Schleswig), prowadził badania nad rzymską i grecką rachubą czasu; brat Theodora i Tychona.